# Lachkick
Een lachkick is een voortdurend en onbeheerst lachen ten gevolge van inneming van een middel met roesverwekkend of hallucinogene werking. Een vergelijkbare toestand wordt, wanneer deze niet het gevolg is van een dergelijk middel, doorgaans "de slappe lach" genoemd.
Lachkicks kunnen optreden na inneming van:
- Paddo's
- Marihuana
- LSD
- Designerdrug's (synthetische weed etc...)[bron?]